# IX. Olimpijske igre – Amsterdam 1928.
IX. Olimpijske igre - Amsterdam 1928.
IX. Olimpijske igre su održane u Amsterdamu, u Nizozemskoj. Taj se grad kandidirao i za organizatora Igara 1920. u Antwerpenu i 1924. u Parizu., ali je tu čast dobio tek u trećem pokušaju.
Ovo su bile prve Igre na kojima je upaljen Olimpijski plamen tijekom trajanja Igara, iako je štafetno prenošenje baklje uvedeno kasnije, na Igrama u Berlinu 1936. Osim olimpijskog plamena po prvi puta je defile športaša izveden na način da su prvi izašli športaši Grčke, zatim športaši ostalih zemalja po abacednom redu imena država, te kao zadnji predstavnici zemlje domaćina, Nizozemske. Ovakav je raspored športaša u defileu ostao uobičajen do današnjih dana.
Na ovim su Igrama uvedene i dicipline za žene u atletici i gimnastici. Nakon utrke na 800 metara za žene, u kojoj je nekoliko natjecateljica utrku završilo potpuno isrcpljeno, procijenjeno je da žene jednostavno nisu dovoljno snažne da izdrže napore dugih atletskih utrka! Stoga su sve do 60-tih godina 20. stoljeća u programu natjecanja kod žena bile samo trkačke discipline do maksimalno 200 metara.
Organizaciju Igara su po prvi puta sponzorstvima pomogle i komercijalne tvrtke, kao što je Coca-Cola. Zanimljivo je da ta činjenica nije promijenila stav MOO o potpunom amaterizmu športaša, koji još dugo godina nisu smjeli imati bilo kakav komercijalni ugovor vezan uz bavljenje športom ako su željeli nastupati na Igrama.
U natjecateljskom dijelu su se posebno istaknuli sljedeći natjecatelji i momčadi:
- Paavo Nurmi, atletičar iz Finske, je pobjedom na 10000 metara osvojio svoju ukupno devetu zlatnu medalju. Uz to je na ovim Igrama osvojio i dva srebra.
- U plivanju se istaknuo s dvije zlatne medalje Johnny Weissmüller, kasnije popularni filmski glumac.
- Nogometnim turnirom su dominirale južnoameričke momčadi: u finalu je Urugvaj pobijedio Argentinu s 2:1, nakon što je prvi finalni meč završio neodlučeno 1:1.

## Popis športova
(Plivanje, vaterpolo i skokovi u vodu su bili smatrani različitim disciplinama istog športa!)
| - atletika - boks - biciklizam - dizanje utega - gimnastika - hokej na travi - hrvanje - jedrenje - konjički šport |  | - mačevanje - moderni petoboj - nogomet - plivanje - streljaštvo - skokovi u vodu - vaterpolo - veslanje |

Olimpijci su se natjecali i u umjetnosti.

## Zemlje sudionice
| - Argentina - Australija - Austrija - Belgija - Bugarska - Čehoslovačka - Čile - Danska - Egipat - Estonija - Finska - Filipini - Francuska - Grčka - Haiti - Indija | - Irska - Italija - Japan - Južna Afrika - Kanada - Kraljevina Srba, Hrvata i Slovenaca - Kuba - Latvija - Litva - Luksemburg - Malta - Mađarska - Meksiko - Monako - Nizozemska | - Novi Zeland - Norveška - Njemačka - Panama - Poljska - Portugal - Rodezija - Rumunjska - SAD - Španjolska - Švedska - Švicarska - Turska - Urugvaj - Velika Britanija |

## Popis podjele medalja
(Medalje zemlje domaćina posebno istaknute)
| Olimpijske igre 1928. |                                     |       |        |        |        |
| Plasman               | Država                              | Zlato | Srebro | Bronca | Ukupno |
| 1                     | SAD                                 | 22    | 18     | 16     | 56     |
| 2                     | Njemačka                            | 10    | 7      | 14     | 31     |
| 3                     | Finska                              | 8     | 8      | 9      | 25     |
| 4                     | Švedska                             | 7     | 6      | 12     | 25     |
| 5                     | Italija                             | 7     | 5      | 7      | 19     |
| 6                     | Švicarska                           | 7     | 4      | 4      | 15     |
| 7                     | Francuska                           | 6     | 10     | 5      | 21     |
| 8                     | Nizozemska                          | 6     | 9      | 4      | 19     |
| 9                     | Mađarska                            | 4     | 5      | 0      | 9      |
| 10                    | Kanada                              | 4     | 4      | 7      | 15     |
| 11                    | Velika Britanija                    | 3     | 10     | 7      | 20     |
| 12                    | Argentina                           | 3     | 3      | 1      | 7      |
| 13                    | Danska                              | 3     | 1      | 2      | 6      |
| 14                    | Čehoslovačka                        | 2     | 5      | 2      | 9      |
| 15                    | Japan                               | 2     | 2      | 1      | 5      |
| 16                    | Estonija                            | 2     | 1      | 2      | 5      |
| 17                    | Egipat                              | 2     | 1      | 1      | 4      |
| 18                    | Austrija                            | 2     | 0      | 1      | 3      |
| 19                    | Australija                          | 1     | 2      | 1      | 4      |
| 19                    | Norveška                            | 1     | 2      | 1      | 4      |
| 21                    | Poljska                             | 1     | 1      | 3      | 5      |
| 21                    | Kraljevina Srba, Hrvata i Slovenaca | 1     | 1      | 3      | 5      |
| 23                    | Južna Afrika                        | 1     | 0      | 2      | 3      |
| 24                    | Indija                              | 1     | 0      | 0      | 1      |
| 24                    | Irska                               | 1     | 0      | 0      | 1      |
| 24                    | Novi Zeland                         | 1     | 0      | 0      | 1      |
| 24                    | Španjolska                          | 1     | 0      | 0      | 1      |
| 24                    | Urugvaj                             | 1     | 0      | 0      | 1      |
| 29                    | Belgija                             | 0     | 1      | 2      | 3      |
| 30                    | Čile                                | 0     | 1      | 0      | 1      |
| 30                    | Haiti                               | 0     | 1      | 0      | 1      |
| 32                    | Filipini                            | 0     | 0      | 1      | 1      |
| 32                    | Portugal                            | 0     | 0      | 1      | 1      |
|                       | Ukupno                              | 110   | 108    | 109    | 327    |